# 杨之贤
杨之贤（1992年5月20日—），湖南长沙人，中国男子游泳运动员。

## 生平
2012年，杨之贤代表中国出戰英國倫敦舉行的奥林匹克运动会游泳比賽男子400米混合泳賽事，最終他在預賽中排名第12名，無緣決賽。